# Evento El Niño de 1997–98
O El Niño de 1997–1998 foi considerado um dos eventos mais poderosos do El Niño da história registrada, resultando em secas, inundações e outros desastres naturais em todo o mundo. Causou a morte estimada de 16% dos sistemas de recifes do mundo e aquecer temporariamente a temperatura do ar em 1,5 °C em comparação com o aumento usual de 0,25 °C associado aos eventos de El Niño. Os custos do evento foram consideráveis, levando a perdas econômicas globais de US$ 5,7 trilhões em cinco anos.
Isso levou a um surto grave de febre do Vale do Rift após chuvas extremas no nordeste do Quênia e no sul da Somália. Também resultou em chuvas recordes na Califórnia durante a temporada de chuvas de 1997–98, uma das piores secas da Indonésia já registradas, e contribuiu para o maior surto de tornados na história do estado da Flórida [en]. O ano de 1998 acabou sendo o mais quente já registrado até então.

## Progressão meteorológica
Em janeiro de 1997, sondas que coletavam informações sobre as temperaturas das águas profundas descobriram uma área de água anormalmente quente, centrada a cerca de 150 metros de profundidade, no lado oeste do Oceano Pacífico. Cerca de 150 m abaixo da superfície, as temperaturas da água estavam cerca de 3 °C acima do normal, indicando que um evento El Niño-Oscilação Sul (ENSO) estava começando. Nessa época, o Instituto de Oceanografia Scripps já havia previsto que um ENSO provavelmente ocorreria na segunda metade de 1997. Ao longo de fevereiro, as temperaturas da água começaram a aumentar em grande parte do Pacífico, bem como nas águas mais rasas ao largo da costa do Peru. As temperaturas da água acima da média cobriam uma área de aproximadamente 11.000 km de largura, quase se estendendo de Papua-Nova Guiné à América do Sul. Em abril, o ENSO foi totalmente estabelecido; uma coluna de água quente se estendeu até a superfície no meio do Pacífico e as anomalias de temperatura da água superaram 5 °C a cerca de 150 m abaixo da superfície do oceano. Na superfície ao largo da costa do Peru, as temperaturas da água estavam, em média, 3 °C acima do normal.

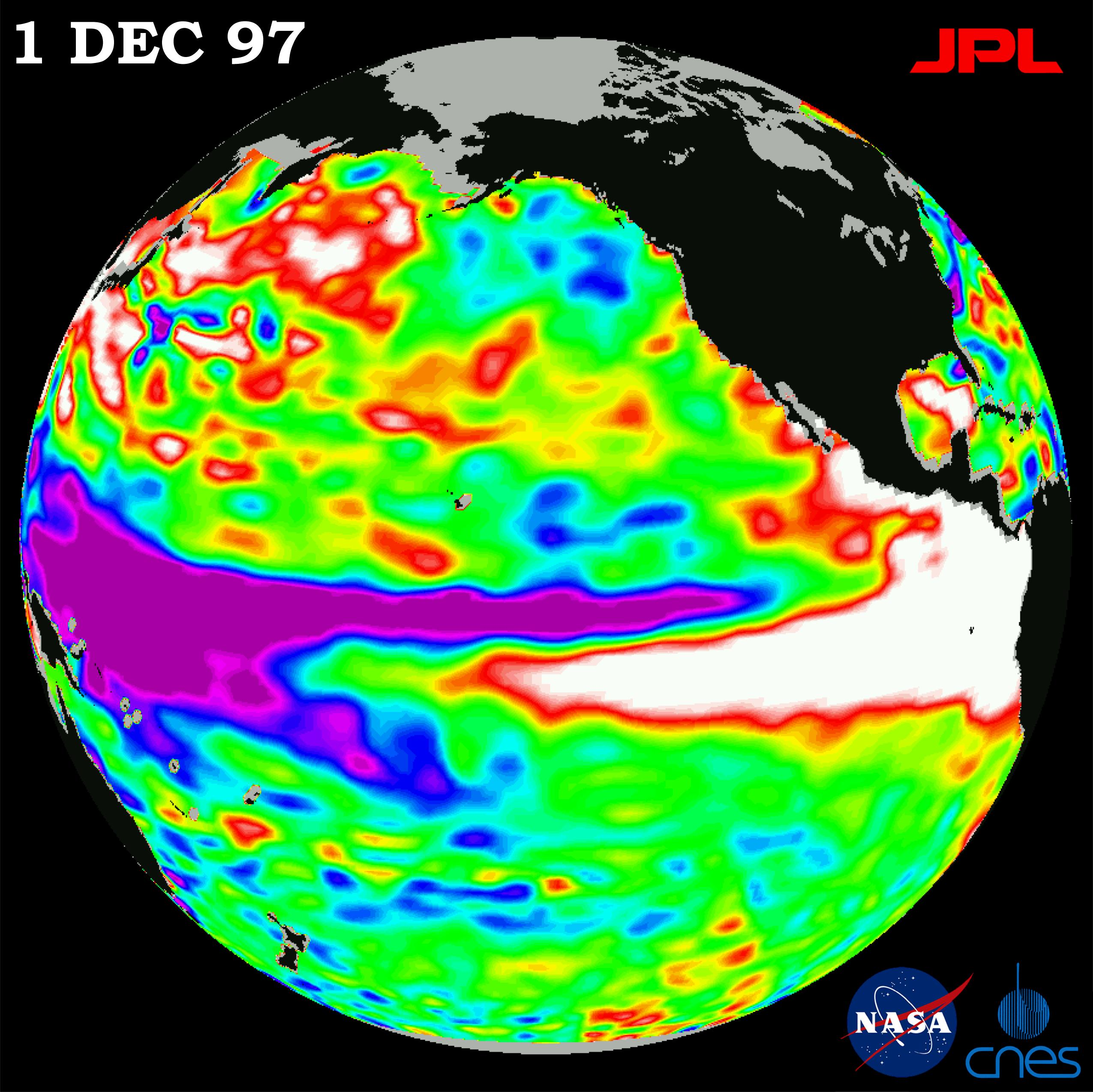
O El Niño de 1997 observado pelo TOPEX/Poseidon. As áreas brancas ao largo das costas tropicais da América do Sul e do Norte indicam o reservatório de água quente.

Águas excepcionalmente quentes se tornaram aparentes em maio, especialmente ao largo da costa da América do Sul, onde as anomalias chegaram a 7 °C acima do normal. Mais ao norte, as temperaturas da superfície do mar ao longo da costa do Pacífico da América do Norte estavam aumentando, com um grande reservatório de água 3 °C acima do normal. Em setembro de 1997, o ENSO se tornou muito poderoso, com as temperaturas da superfície entre a América do Sul e a Linha Internacional de Datações médias de 2 a 4 °C acima do normal, cobrindo aproximadamente um quarto da circunferência do planeta. Além disso, a faixa de calor ao longo da costa do Pacífico da América do Norte continuou a se expandir, agora se estendendo do Alasca ao sul do México. Uma área contrastante de águas anormalmente frias se formou ao largo da costa da Austrália em setembro, com águas a 150 m abaixo da superfície, em média 4 °C abaixo do normal. Ao longo da costa do Pacífico das Américas, o volume de água entre 21 a 30 °C era aproximadamente 30 vezes maior do que toda a água dos Grandes Lagos combinados. A energia extra gerada por essa anomalia também foi cerca de 93 vezes mais do que a energia produzida pelos combustíveis fósseis nos Estados Unidos em 1995.
Em janeiro de 1998, as temperaturas da superfície do mar ao largo da costa do Peru continuaram a aumentar, atingindo 11 °C acima da média. No entanto, a região de águas mais frias que o normal no Pacífico ocidental se expandiu, sinalizando que uma La Niña se formaria na segunda metade de 1998. Apenas dois meses depois, a extensão das temperaturas da água acima da média diminuiu acentuadamente à medida que o El Niño enfraquecia. O evento ENSO de 1997–98 finalmente terminou em maio de 1998, quando as temperaturas da água abaixo da média se estenderam por grande parte do Pacífico.

## Efeitos na atividade dos ciclones tropicais
O evento El Niño de 1997-98 teve vários efeitos na atividade dos ciclones tropicais ao redor do mundo, com mais ciclones tropicais do que a média ocorrendo nas bacias do Pacífico. Isso incluiu a bacia do Pacífico Sul entre 160°E e 120°W, onde 16 ciclones tropicais no Pacífico Sul foram observados durante a temporada de 1997-98 [en], em comparação com uma média de cerca de 8. A área onde a maioria dos ciclones tropicais se desenvolveram foi deslocada para o leste, afetando partes das Ilhas Cook e da Polinésia Francesa como resultado. Na bacia do Pacífico Oeste, a temporada viu um recorde de 11 super tufões, com 10 deles atingindo a intensidade de Categoria 5. Na bacia do Pacífico Leste, a temporada de 1997 teve dois furacões de Categoria 5, Guillermo e Linda, sendo que este último foi o mais forte registrado antes de Patricia tomar esse título durante a temporada de 2015. A bacia do Pacífico Norte quebrou o recorde de mais ciclones tropicais alcançando intensidades de Categoria 4 e 5, com 17 naquele ano. No entanto, a temporada de 2015 superou esse número com 21 ciclones tropicais durante o evento El Niño de 2014-16.